# Olga Kosač-Krivinjuk
Olga Petrivna Kosač-Krivinjuk (ukrajinsko: Ольга Косач-Кривинюк) ukrajinska pisateljica, prevajalka in zdravnica, * 26. maj 1877, Zviahel, danes Novograd-Volinski, Ukrajina,  † 11. november 1945, Augsburg, Ameriška cona zavezniške okupacije Nemčije.
Kot članica kulturnega gibanja Prosvita si je prizadevala za vzpostavitev ukrajinske literarne tradicije s prevajanjem ruske, francoske in angleške literature v ukrajinski jezik pod psevdonimom Olena Zirka. Njeno prizadevanje, da bi dokumentirala življenje in delo svoje sestre, pesnice Lesje Ukrajinke, je doseglo vrhunec v obsežni kronologiji, ki je bila objavljena posmrtno leta 1970.

## Zgodnje življenje
Olga Kosač se je rodila leta 1877 v mestu Zviahel, zdaj Novograd-Volinski v Ukrajini. Njena starša sta bila Petro Kosač in pisateljica in aktivistka Olena Pčilka, sestra in brat pa Lesja Ukrajinka in Mihajlo Kosač, ki sta prav tako postala pisatelja in javne osebnosti.
Kosačeva je obiskovala dekliško šolo v Kijevu, kjer je diplomirala leta 1897. Tam je tudi poučevala na nedeljski šoli.

## Študij v Sankt Peterburgu
Odšla je v Sankt Peterburg, da bi se izšolala za zdravnico. Od leta 1899 do 1903 je študirala je na Sanktpeterburškem ženskem medicinskem inštitutu, danes Pavlova Državna medicinska univerza Sankt Peterburg.
Medtem, ko je tam živela, je začela delati kot prevajalka za revijo Life. Prevajala je dela ukrajinskih književnikov v ruščino. Vključila se je tudi v ukrajinsko študentsko skupnost gromada v Sankt Peterburgu. Zaradi sodelovanja v skupnosti je bila tudi zaprta.
Poleg svojih nacionalnih usmeritev je bila Kosačeva feministka, ki se je zavzemala za opolnomočenje žensk. Po diplomi na medicinskem inštitutu leta 1904 se je poročila z Mihajlom Krivinjuk, vendar sta njena starša s težavo sprejela njeno zavrnitev cerkvene poroke, za katero je menila, da je ponižujoča do žensk, in se odločila civilno partnerstvo.

## Življenje v Kijevu in Lozmanski Kamjanki
Kosač-Krivinjukova se je z možem preselila v Prago, kjer se jima je leta 1906 rodil sin. Kmalu zatem se je s sinom preselila v Kijev, njen mož pa je ostal v Pragi. Kasneje so se ponovno združili, vendar so moža leta 1931 aretirali, zaprli in mučili v zaporu Lukyanivska, pozneje pa umrl v izgnanstvu.
Ko je živela v Kijevu, je bila Kosač-Krivinjukova aktivna v ukrajinskem kulturnem gibanju Prosvita. Nato je od leta 1910 do 1922 delala kot zdravnica za zemstvo v Lozmanski Kamjanki, mesto blizu današnjega Dnipra, in tam nudila brezplačna zdravljenja in svetovanja o javnem zdravstvu. Medtem ko je tam živela, je vodila sirotišnico in poučevala ukrajinščino. Ukvarjala se je tudi z literarno produkcijo, izdala je več del svoje sestre Lesje Ukrajinke in prevajala v ukrajinski jezik dela avtorjev, kot so Victor Hugo, George Sand, Rudyard Kipling in Charles Dickens, delala je pod psevdonimom Olena Zirka. Njeno delo je bilo namenjeno oblikovanju ukrajinske literarne tradicije in s tem njene nacionalne identitete, zlasti med ukrajinsko vojno za neodvisnost.
Zelo jo je zanimala tudi ukrajinska ljudska umetnost, zlasti vezenje. Leta 1928 je izdala svojo knjigo Ukraïns'ki narodni vzory z Kyïvshchyny, Poltavshchyny, i Katerynoslavshchyny ("Ukrajinski ljudski [vezeni] vzorci iz Kijeva, Poltave in Katerinoslavske regije"), ki jo je zasnovala po svoji zbirki vezenin.
Medtem ko je živela v Lozmanski Kamjanki, je leta 1920 rodila drugega sina  Družina se je leta 1924 vrnila v Kijev in tam je delala kot ukrajinska učiteljica in knjižničarka v medicinski knjižnici.
Ves čas svojega življenja je svoja dela objavljala v revijah, kot so Zorya, Dzvinok, in Moloda Ukrayina. Njeno pisanje je vsebovalo spomine na njeno družino. Predvsem v poznih letih se je posvetila izpopolnjevanju in proučevanju arhivskega gradiva o svoji sestri Lesji, ki je umrla leta 1913. Nastalo je delo Lesia Ukraïnka: Khronolohiia zhyttia i tvorchosty ("Lesja Ukrajinka: kronologija njenega življenja in dela"), ki je bilo objavljeno posmrtno leta 1970.

## Izgnanstvo in smrt
Med drugo svetovno vojno je leta 1944 pobegnila v Prago in se medtem ustavila v Lvivu, da bi varno shranila družinski arhiv pri literarni kritičarki Maria Derkach. Končala je v taborišču za razseljene osebe v Augsburgu, v ameriški coni zavezniške okupacije Nemčije, kjer je umrla leta 1945.